# Schmalturm
Als Schmalturm wurden verschiedene Turm-Entwürfe deutscher Panzer zur Zeit des Zweiten Weltkriegs bezeichnet.
Dies waren im Einzelnen:
- Der von Krupp entwickelte Turm des Henschel-Entwurfs VK 45.03 (H), dem späteren PzKpfw VI Ausf. B „Tiger II“ („Königstiger“).
- Der Turm der geplanten Ausführung F des PzKpfw V „Panther“.
- Der Prototyp eines Turms für den geplanten PzKpfw V „Panther II“.

Für den Turm des Panther II wurde bei Krupp Ende 1944 auch überlegt, diesen zur Kampfwertsteigerung auf die Wanne des PzKpfw IV zu setzen. Diese Überlegungen wurden fallengelassen, da das Gewicht des Turms das Fahrwerk überlastet hätte.

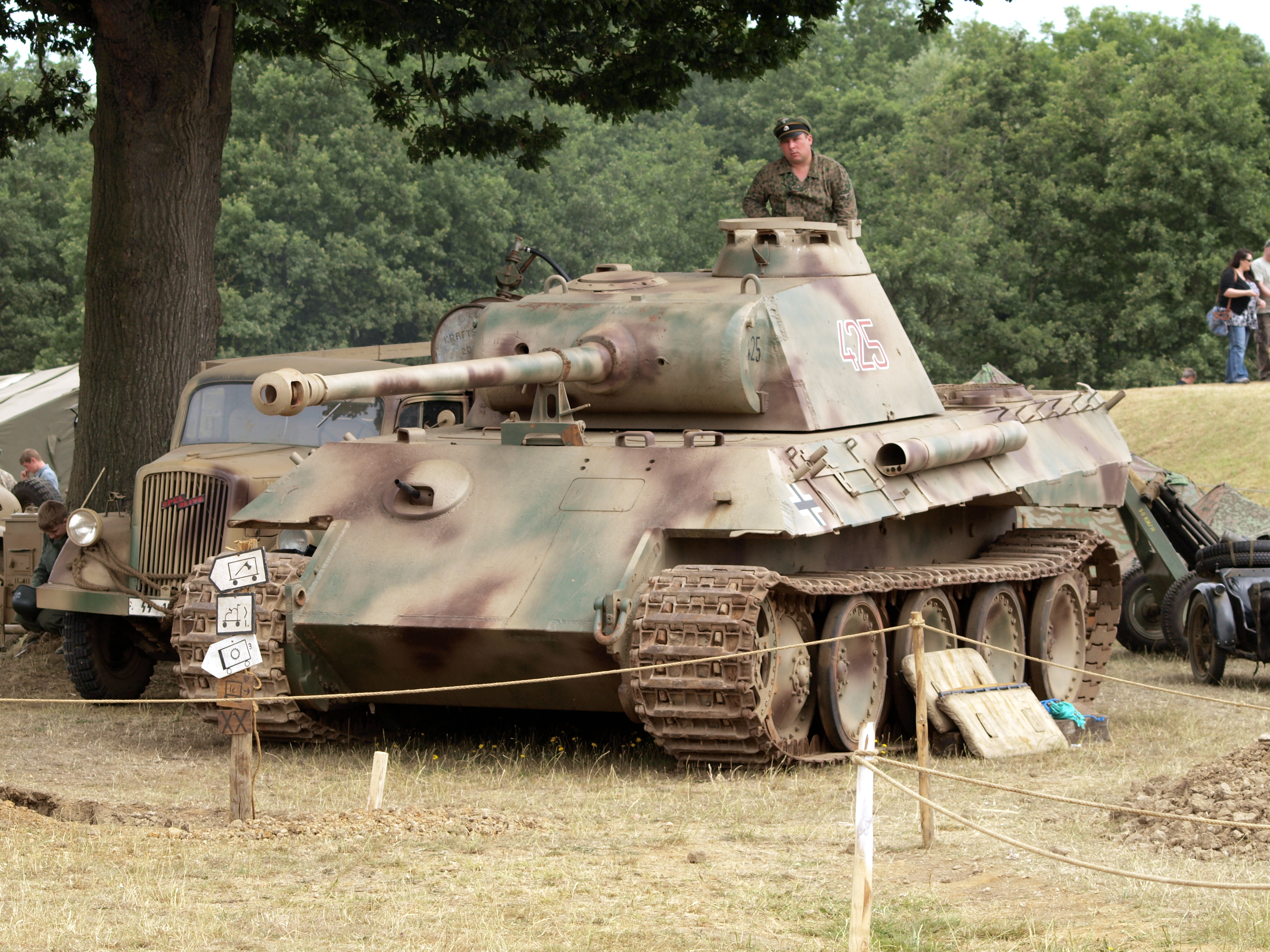
PzKpfw V „Panther“ mit dem ursprünglichen Turm
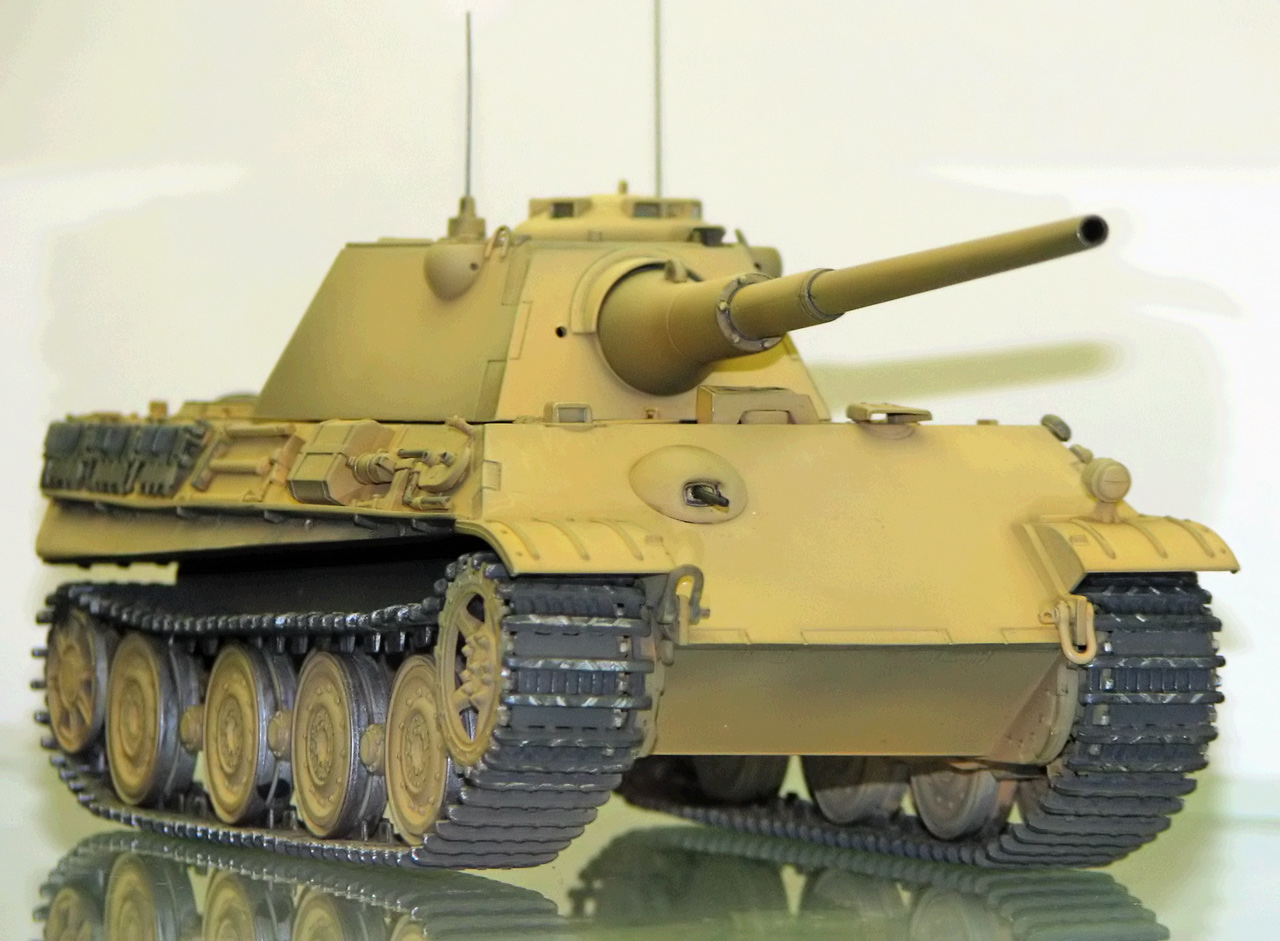
PzKpfw V „Panther“ mit Schmalturm